# Sony Ericsson K800i
Le Sony Ericsson K800i est un modèle de téléphone mobile produit par l'entreprise Sony Ericsson, lancé à partir de mai 2006 à un prix initial sans abonnement de 479 € en Europe, 449 $ pour le marché américain ou encore environ 2 400 元 (yuans) en Chine.
Le K800i se veut le successeur du K750i. Axé sur la photo, il est l'un des premiers téléphones à être équipé d'un capteur de 3,2 mégapixels. Le K800i offre aussi de nombreuses fonctions multimédias. Ses connectivités réseau sont importantes et l'intégration de la technologie 3G permet la vidéoconférence et la navigation Internet.
À la suite d'une forte promotion publicitaire, et grâce à ses caractéristiques techniques innovantes, ce modèle a été un véritable succès et s'est vendu à près de 10 millions d'exemplaires depuis sa sortie. Ce téléphone, modèle charnière entre deux générations, a défini les standards en matière de qualité photo, et a entraîné une course aux mégapixels dans le monde de la téléphonie mobile.

## Placement dans la gamme, sur le marché et innovations par rapport au K750i
Le K800i est selon le code de classification de Sony Ericsson, un modèle haut de gamme, car le chiffre des centaines est compris entre 8 et 9. Le prix initial élevé le confirme. Faisant partie de la série K, il intègre la gamme des photophones. Il est le successeur du K750i, technologiquement moins avancé. Il reprend le concept du monobloc des Sony Ericsson, cependant, il fut équipé d'un écran d'une définition plus importante, de la 3G - qui permet la vidéoconférence via la caméra frontale - et les cartes mémoire furent introduites au format m2, plus petites que les Memory Stick. La révolution tient du perfectionnement de la fonction photo, offrant alors une qualité inédite.
Le concurrent principal du K800i fut le Nokia N73,.
Rikko Sakaguchi, vice-président exécutif et chef de la direction de création chez Sony Ericsson, commenta lors de l'annonce officielle du K800i, fin février 2006 :
« Avec le téléphone Cyber-shot, nous visons à créer un nouveau style de vie de communication et d'imagerie par la combinaison unique d'un produit Sony Ericsson avec les technologies d'imagerie numérique de Sony [...] Notre objectif a toujours été d'innover et de créer de nouvelles valeurs pour la vie nomade, et avec le téléphone Cyber-shot, nous permettrons à toute personne de jouir d'un niveau entièrement nouveau de communication, et à prendre des photos de qualité de n'importe quoi, n'importe quand et n'importe où, et de partager leurs moments précieux avec d'autres. »

## Conception et caractéristiques

### Morphologie

Vue sous plusieurs angles
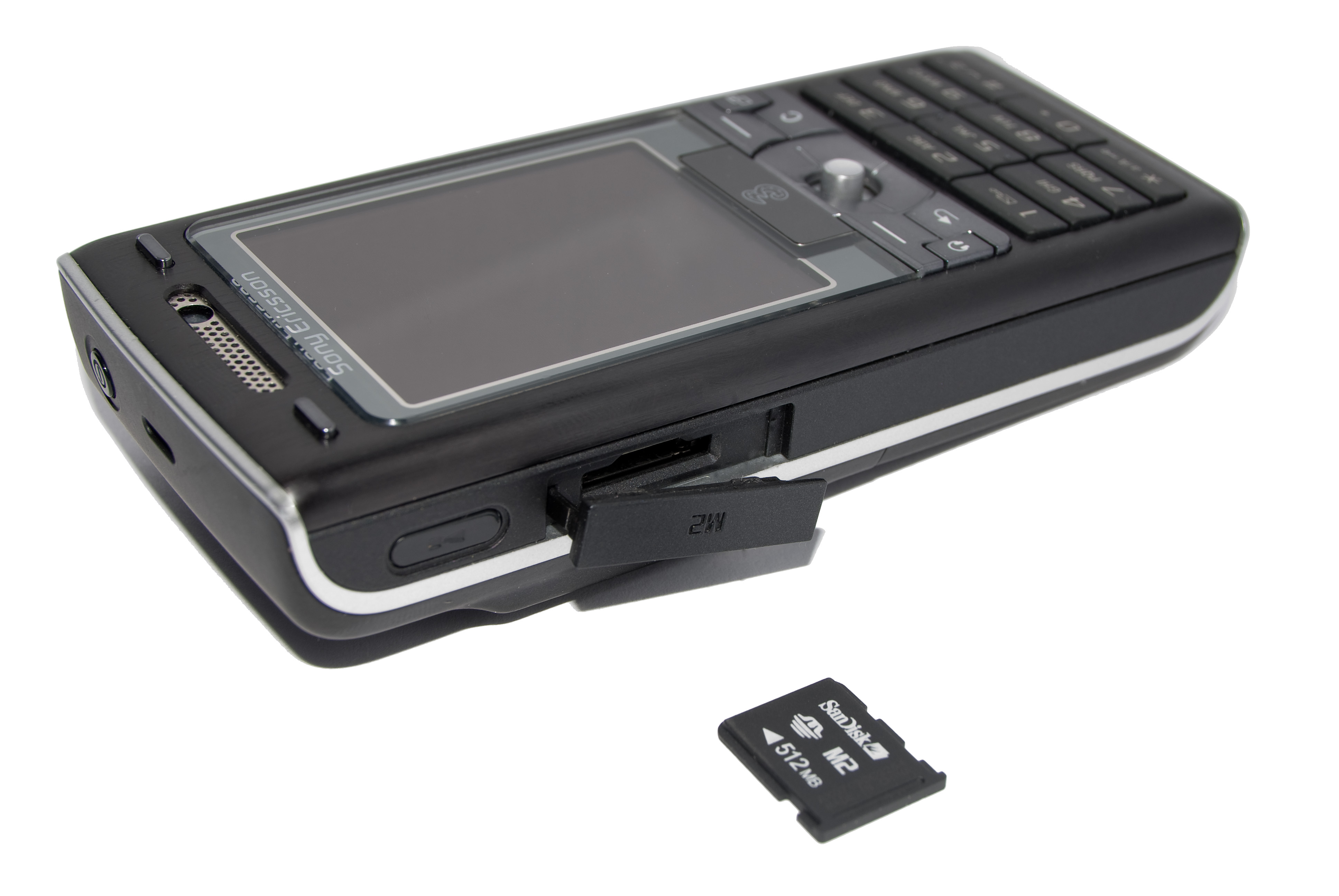
Le slot m2
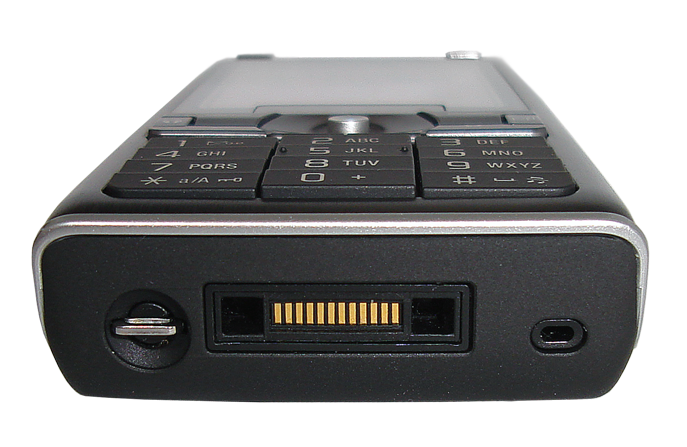
Vue de derrière. Connecteur pour le chargeur et attache pour la sangle.
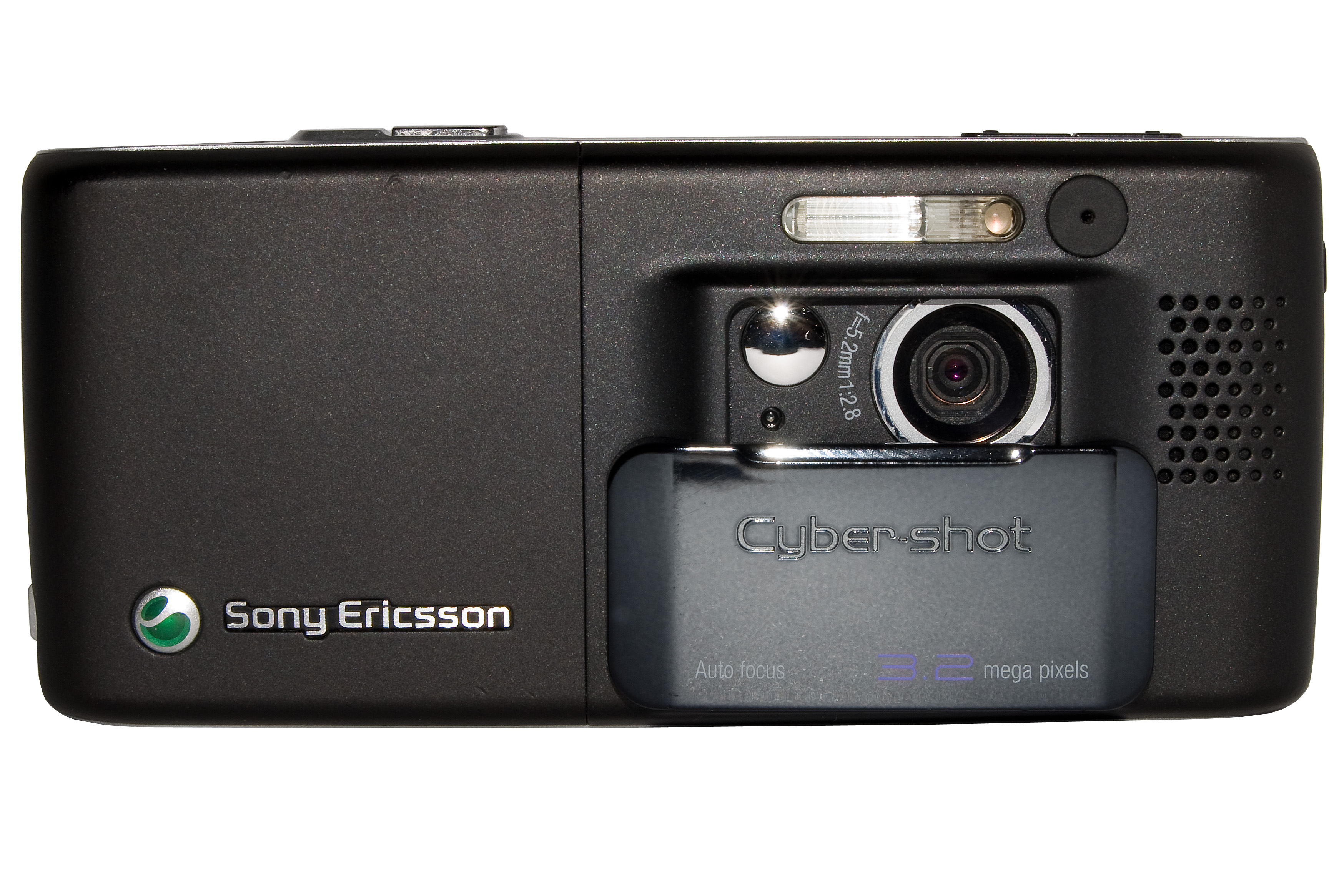
Face arrière, cache ouvert.
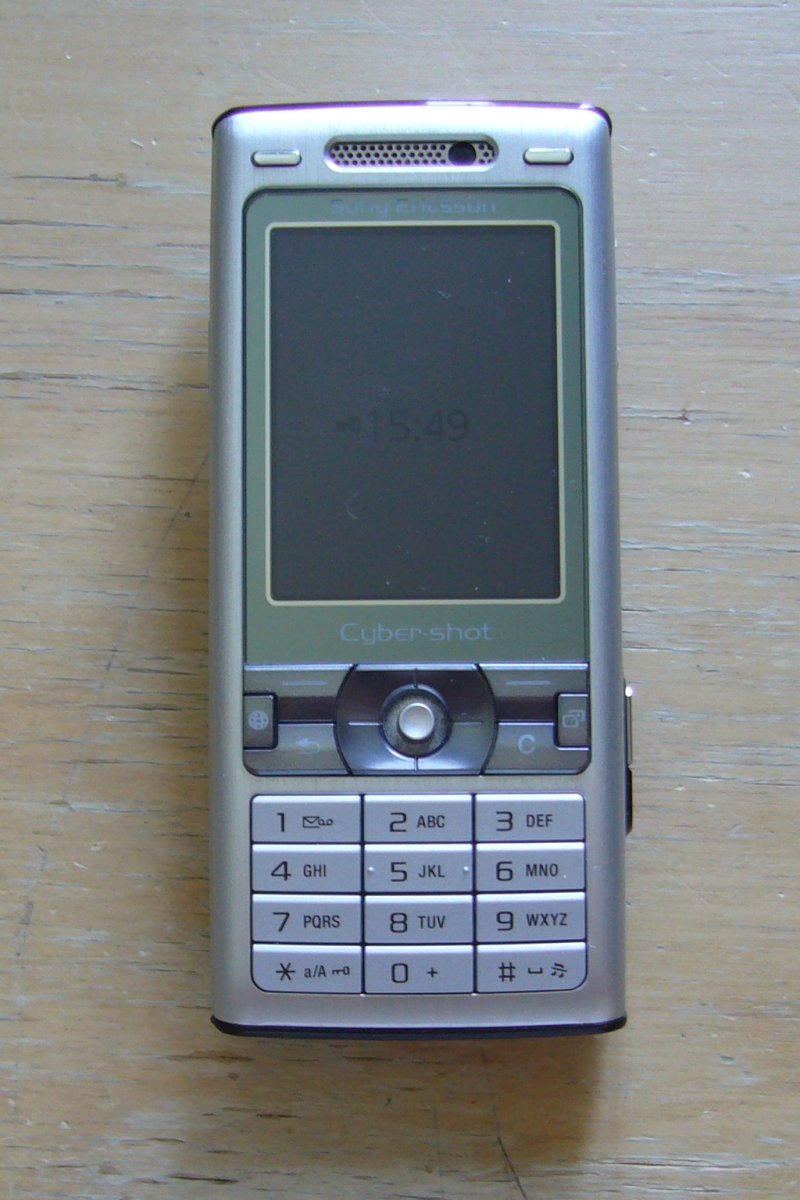
L'édition Casino Royal

Le Sony Ericsson K800i est conçu selon un design « dual-front » comme la plupart des téléphones Sony Ericsson de la série K ; l'arrière emprunte le design d'un appareil photo numérique en plaçant le capteur plus ou moins au centre, et un bouton sur le côté en haut utilisé par l'index[pertinence contestée] pour prendre la photo. L'avant, quant à lui, garde une forme tout à fait conventionnelle, bien que le clavier soit souvent perçu comme plus petit. Cette conception « double face » est commune à la plupart des téléphones mobiles. Elle permet une utilisation séparant l'appareil photo, utilisé horizontalement, des fonctions téléphone et multimédia utilisées verticalement. L'ensemble est enveloppé d'un châssis en plastique noir mat, dont une partie est amovible pour mettre ou enlever la batterie et la carte SIM.
La face avant reste très classique, puisqu'elle se divise en quatre zones de haut en bas ; l'écouteur et la caméra visio, l'écran, les touches de navigations et le clavier. L'écran TFT 18-bit de 2" de diagonale offre une définition QVGA. Celui-ci a été salué pour sa qualité d'affichage. L'utilisation de l'appareil se fait par le biais du joystick central qui est utilisé dans la navigation des menus et des fichiers. Il est encadré de plusieurs autres boutons. On retrouve les traditionnelles touches gauche de sélection et droite de menus complémentaires (équivalent au click-droit), la touche retour sur la partie inférieure gauche, et la touche supprimer (« C ») à droite de la touche retour. Cette organisation est héritée du célèbre T610, sorti en 2003.
L'innovation réside en l'apparition des touches à l'extrême gauche et à l'extrême droite dans les versions dites « nues », ayant pour fonction l'entrée dans le navigateur web et l'accès aux raccourcis. Le bouton marche/arrêt est, quant à lui, situé sur la droite, au sommet du téléphone.
Le slot destiné à recevoir une carte m2, le format propriétaire de Sony, est sur le flanc gauche à une hauteur équivalente à celle du milieu de l'écran[pertinence contestée]. Le flanc opposé propose trois boutons : deux servent à plusieurs usages - tantôt le contrôle du volume audio, tantôt aux changements de pistes musicales pour le Lecteur média, tantôt aux changements de station radio, ils s'utilisent également pour la manipulation du zoom numérique pour l'utilisation photo de l'appareil - et le dernier gère une double sensibilité, utilisée pour la mise au point et au déclenchement de l'appareil photo ; ce bouton se trouve à l'exacte hauteur du joystick. Le port infrarouge se trouve en dessous de ce bouton.

### L'appareil photo
Derrière le mobile se trouve un appareil photo numérique de 3,2 mégapixels, couplé à un flash au xénon, très utile et efficace pour les prises de vue nocturnes ; le tout est caché par une plaque coulissante de 30 × 15 mm[pertinence contestée], destinée à protéger l'objectif de la poussière, des rayures et des chocs[pertinence contestée]. Sur cette paroi plastique figurent les mentions Cyber-shot au centre, Auto focus à gauche et 3,2 mega pixels en bas. La présence de[pertinence contestée] la mention cybershot affiche l'ambition photographique du téléphone, puisqu'elle est empruntée à la gamme des compactes de Sony. Celle-ci s'actionne manuellement et permet en cas d'ouverture d'enclencher la fonction appareil photo sans passer par l'intermédiaire des menus[pertinence contestée].
Afin de peaufiner les réglages, et ainsi maximiser la qualité des clichés, le firmware du K800i offre 13 sous-menus. Comme sur un véritable appareil photo, se retrouvent les scènes préréglées, les réglages de la définition (dite « format photo »), le flash, le retardateur, les effets (Noir et blanc, sépia, solarisation, etc.), les balances des blancs ou encore la qualité photo.
Le mode rafale est aussi proposé par la technologie BestPic[pertinence contestée], qui apparaît pour la première fois sur les terminaux de Sony Ericsson. Elle offre une rafale de 9 images en 1 seconde, dans la définition maximale. Il suffit par la suite de sélectionner les photos à enregistrer. Le capteur offre en outre, une sensibilité s'échelonnant entre 80 et 640 iso. En ce qui concerne la partie optique, il possède un autofocus et un objectif de 5,2 mm avec 2,8 d'ouverture focale.
Les photos prises en 3,2 mégapixels sont au format 4:3 (2048 × 1536) et pèsent entre 500 et 900 ko[pertinence contestée].
| Capacité approximative de stockage des clichés en fonction de la définition et de la qualité de l'image[pertinence contestée]. | Capacité approximative de stockage des clichés en fonction de la définition et de la qualité de l'image[pertinence contestée]. | Capacité approximative de stockage des clichés en fonction de la définition et de la qualité de l'image[pertinence contestée]. |
| définition | Qualité d'image fine | Qualité d'image normale |
| --- | --- | --- |
| 3,2 mégapixels (2048 × 1536)                                                                                                   | 78 | 100 |
| 2 mégapixels (1632 × 1224) | 124 | 217 |
| 1 mégapixel (1280 × 1024) | 242 | plus de 300 |
| VGA (640 × 480) | plus de 300 | plus de 300 |

### Fonctions multimédias

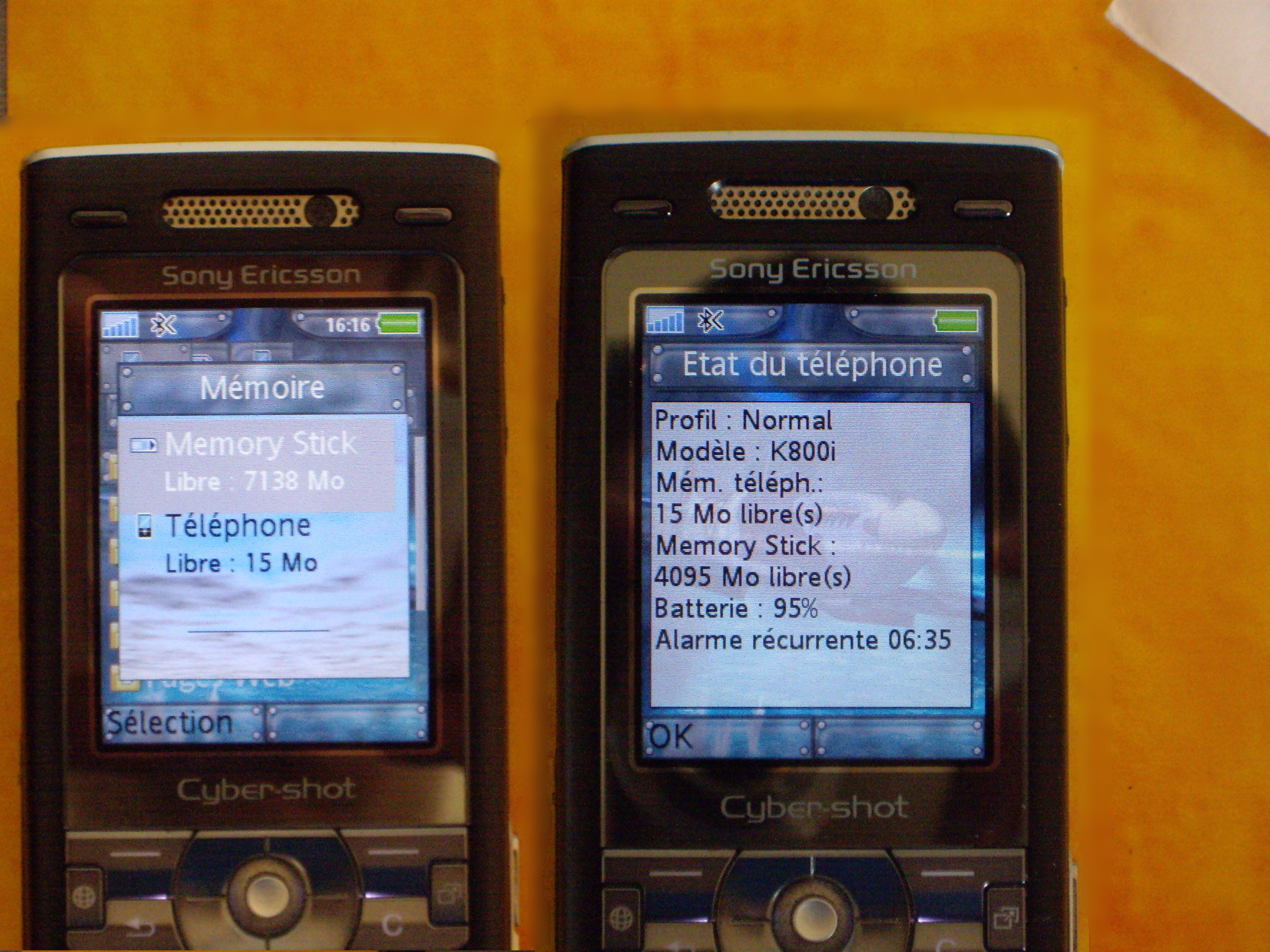

Le K800i, bien qu'orienté vers la photo, permet à ses utilisateurs des fonctionnalités multimédias. La radio qui peut être écoutée en branchant les écouteurs fournis ou d'autres accessoires, tels les enceintes, au téléphone. Grâce à son support de la technologie 3G, il est possible de regarder la télévision ou de surfer sur internet.
L'OS du téléphone supporte également 19 formats audio et vidéo : mp4 / mp3 / m4a / 3gp / 3ga / amr / awb / amr / wav / mid / ra / rm / emy / imy / rhz / xmf / mxmf / wma[pertinence contestée], ce qui lui confère un usage de baladeur mp3 ou de lecteur vidéo nomade. Toutefois, la mémoire interne est limitée pour cet usage, car elle plafonne à 64 mo, voire légèrement plus selon les configurations[pertinence contestée], sans qu'aucune carte mémoire ne soit fournie. Cette mémoire est d'autant plus insuffisante, car les photos prises la saturent rapidement[style à revoir]. Ce stockage se limite à l'ajout de quelques applications ou jeux. Toutefois, un slot M2 permet l'extension de la capacité de stockage en y logeant une carte mémoire allant jusqu'à 8 Go voire 16, bien que le constructeur ait fixé la limite à 2 Go. Pour permettre une utilisation plus fluide et des performances accrues[non neutre], un mini circuit graphique ATI Imageon 2192 a été intégré au téléphone. Les applications et les jeux sont basés sur la technologie JAVA, comme sur de très nombreux modèles de la marque[réf. souhaitée].

### Autres fonctionnalités
Les K790 et K800 ont une fonctionnalité de reconnaissance de stockage de masse USB. Cela signifie que leurs utilisations ne nécessitent aucune installation de pilote sur les systèmes d'exploitation modernes - tels Windows XP, Mac OS X ou Linux car ils sont automatiquement reconnus comme un périphérique de stockage externe lors de la connexion. Toutefois, le débit est beaucoup plus lent avec le câble qu'avec l'utilisation d'un dongle permettant la lecture directe de la carte[pertinence contestée]. L'extraction de données peut également être faite via Bluetooth 2.0, mais aussi par infra-rouge. Le K800i est, à ce propos, l'un des derniers modèles de la marque à offrir cette connectivité[réf. souhaitée].
Dans le calendrier, une nouvelle fonction est prise en charge pour les notifications d'événements récurrents sur une base annuelle, ce que son prédécesseur, K750i, ne possédait pas. Ce calendrier est étroitement compatible avec Microsoft Outlook.
Le câble USB se connecte en bas du terminal[pertinence contestée] par une connectique propriétaire appelée FastPort. Le téléphone peut également être utilisé en tant que modem, soit par câble USB, soit via Bluetooth grâce à la technologie 3G.
Mac OS X 10.4.9 a ajouté le support pour la synchronisation de l'agenda et des contacts sous iSync 2.4[source insuffisante].

## Variantes

### Selon les pays
Pour s'adapter aux marchés et aux réseaux mobiles, le K800i a été décliné en une famille comptant cinq variantes, dont les deux principales sont les K790x et les K800x. La différence entre ces deux classes est que la première supporte l'EDGE, tandis que le second supporte l'UMTS. Visuellement, le seul moyen de les différencier est par la présence ou l'absence de caméra frontale pour visiophonie. Cette deuxième caméra visio crée des vidéos en QCIF (176 × 144).
- K800i - Version internationale : Dual mode UMTS (2 100 MHz) et le GSM (900/1800/1 900 MHz), avec le W-CDMA et GPRS. Il est destiné à toutes les régions à l'exception de la Chine continentale.
- K800c - Dual mode UMTS (2 100 MHz) - GPRS (900/1800/1 900 MHz) pour la Chine continentale.
- K790i - Pour toutes les régions à l'exception de la Chine continentale et de l'Amérique du Nord
- K790c - GSM - GPRS - EDGE (900/1800/1 900 MHz)
- K790a - version nord américaine: Tri-band GSM (850/1800/1 900 MHz), et EDGE.

### Selon les opérateurs
Généralement, lorsque les téléphones mobiles sont achetés avec un abonnement chez un opérateur, celui-ci marque physiquement son logo et transforme l'apparence du firmware. Sur le K800i, des changements peuvent être visibles.
Physiquement, les transformations sont effectuées entre l'écran et le joystick, là où figure le logo cyber-shot. Orange, par exemple, met son propre logo suivi en petit du nom du modèle du téléphone à la place du logo original. Swisscom et Vodafone[source insuffisante] effectuent également cette transformation, et changent les deux touches d'extrême droite et extrême gauche, originellement des touches de raccourcis et de lancement d'internet, par deux autres touches identiques en leur appliquant une fonction de décrochage et de raccrochage des appels. Ces deux touches abordent un logo d'un téléphone vert pour la première et d'un téléphone identique, mais rouge et barré obliquement.[pertinence contestée] Virgin Mobile se contente de personnaliser la boîte à l'aide d'un autocollant facile à enlever.

Quelques modifications physiques
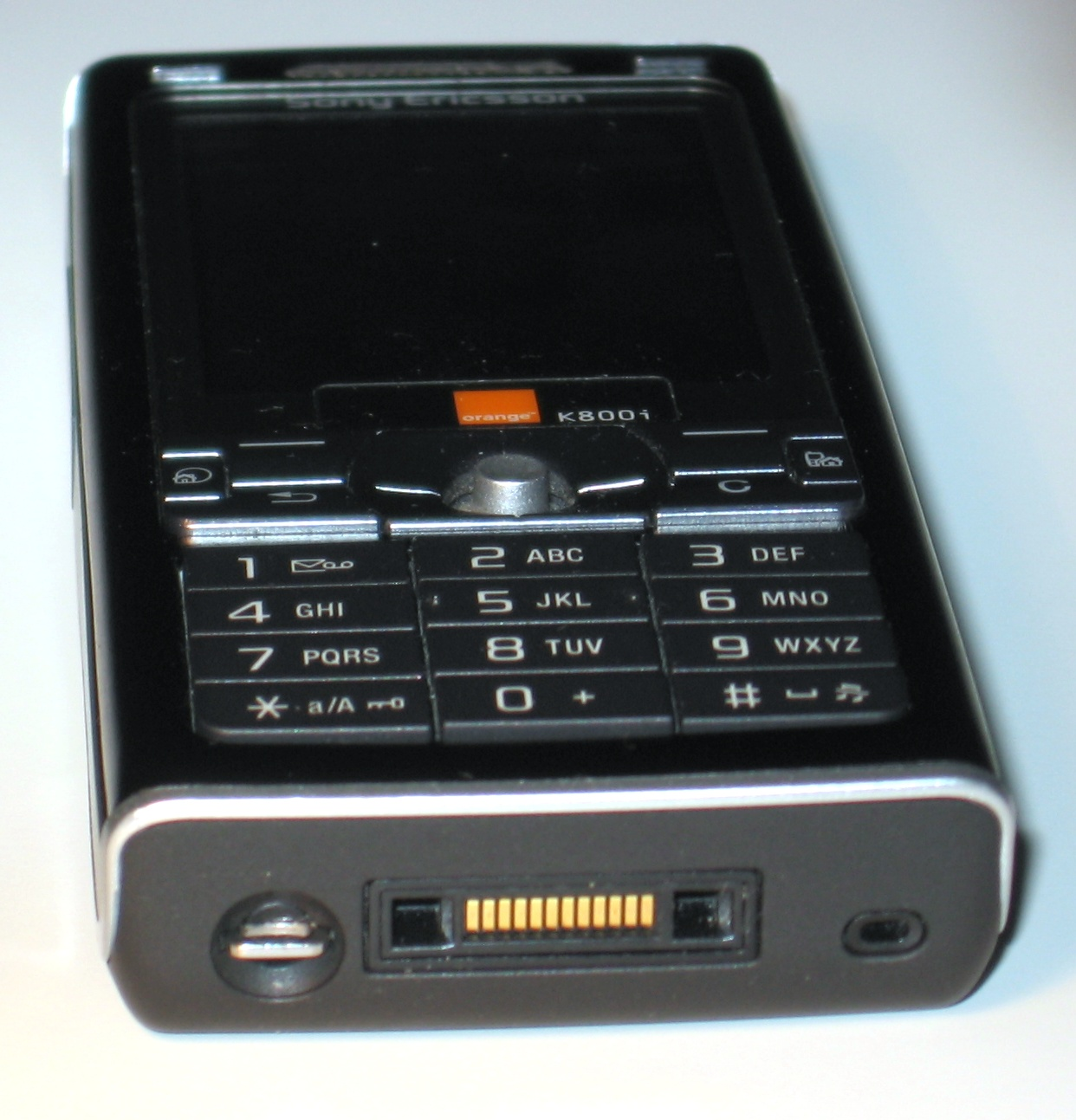
Modification par orange : apposition du logo et inscription du nom de modèle
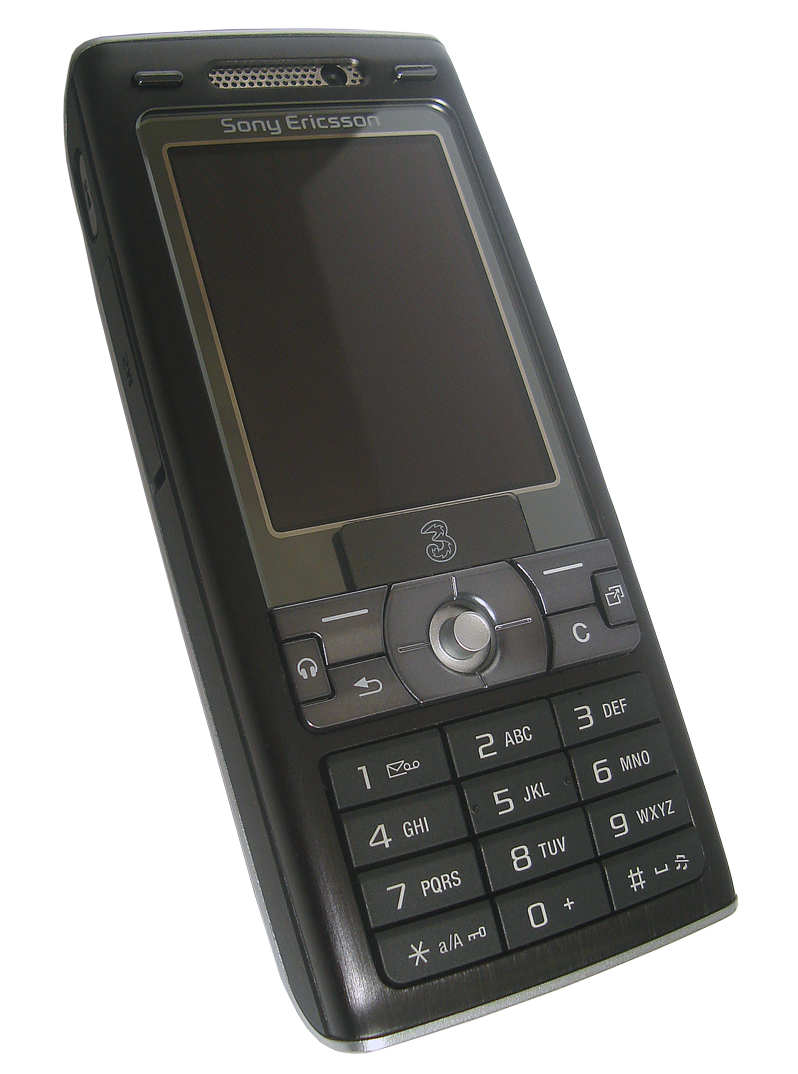
Autre exemple de modification opérateur.
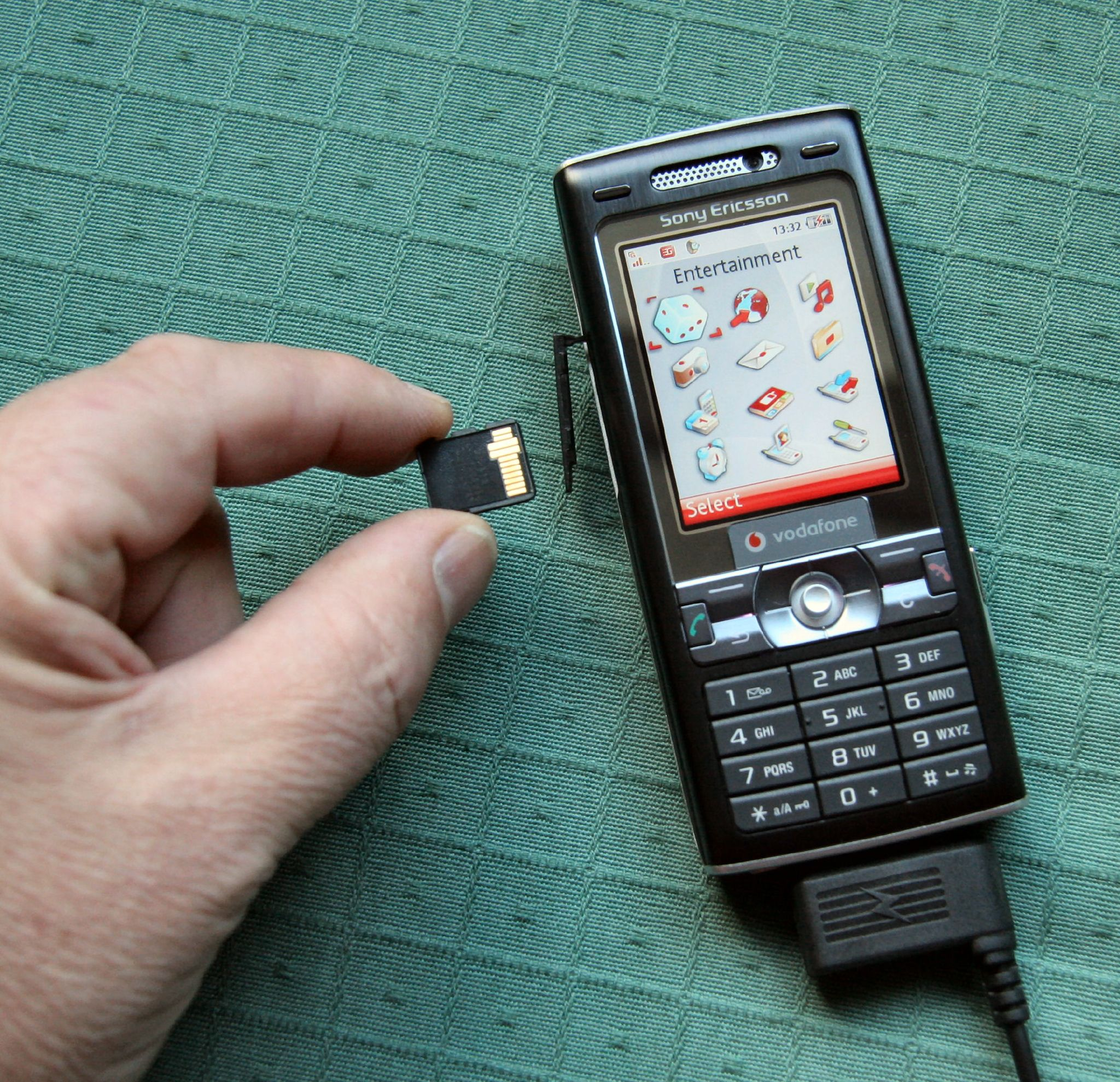
Personnalisation de firmware et modification physique par Vodafone

Informatiquement, les firmwares diffèrent selon les opérateurs. Cela a pour conséquence la modification de l'organisation des menus et leur apparence entre autres. Il arrive aussi, suivant les opérateurs, que des fonctions soient remplacées. Le seul moyen de rétablir ces genres de transformations est de flasher le téléphone, ce qui n'est pas rare mais mal vu par le constructeur et l'opérateur puisque de mauvaises manipulations ou des firmwares endommagés peuvent rendre l'appareil non fonctionnel. Cette technique nécessite le téléchargement nécessairement illégal par le biais d'hébergeurs tels que Megaupload ou RapidShare par exemple.[pertinence contestée]

### De couleurs
Plusieurs coloris existent aujourd'hui[Quand ?] et sont au nombre de trois. Il se déclina lors de sa sortie en Velvet Black      et en  Allure Brown      puis en Concrete Silver      pour l'édition James Bond. Un modèle décliné aux couleurs de Ferrari circula sur internet, mais ne fut jamais commercialisé[réf. nécessaire]. Peut-être qu'il fut le travail d'un passionné qui le décora avec beaucoup de précision.[Quoi ?] Vodafone proposa un modèle avec le logo de la Ligue des champions de l'UEFA sur la face arrière d'un modèle gris en Chine[pertinence contestée].

## Histoire du téléphone

### Publicité

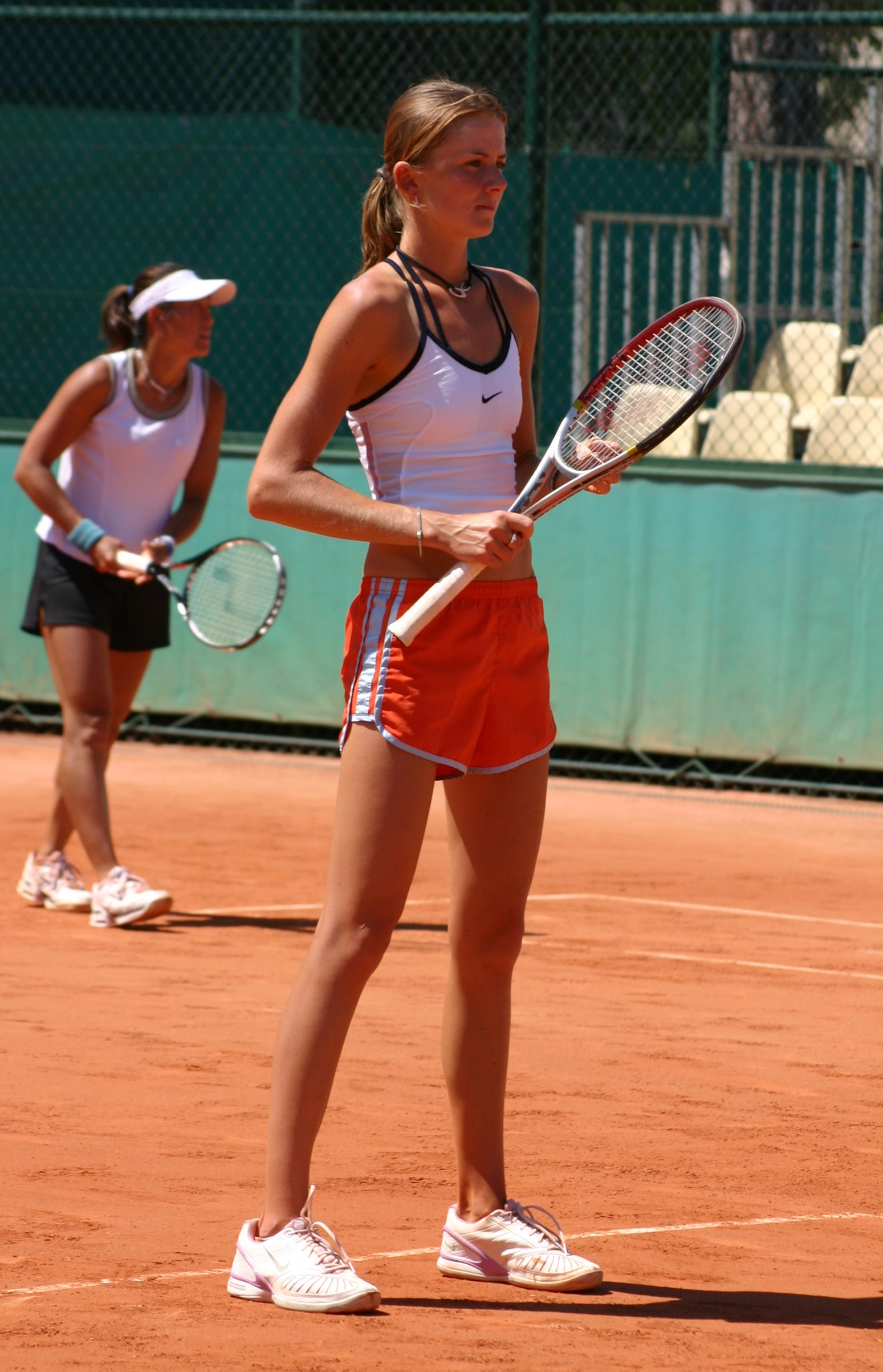
La joueuse de tennis slovaque Daniela Hantuchová a participé à une campagne de publicité.

Un message publicitaire a été diffusé à la télévision pour promouvoir le K800i à travers le slogan « Never miss a shot » (« Ne manquez jamais une photo »). Il a été diffusé pour la première fois le 5 juillet 2006 à Hong Kong. Ce spot met en scène Ana Ivanovićen et Daniela Hantuchová, deux championnes de tennis féminin commençant une folle partie de ce sport sur les toits de Manhattan. Un résident prend alors des photos réussies grâce au K800i,. Sony Ericsson en a confié la réalisation à l'agence de publicité anglaise Bartle Bogle Hegarty, et son propre directeur, John Hegarty écrivit personnellement le scénario. Cette campagne publicitaire fut également adaptée aux productions papier, ainsi qu'aux fonds d'écran d'ordinateur. À ces opérations, plutôt destinées à la gent masculine, des illustrations commerciales mettant en scène un homme modèle utilisant le-dit téléphone furent proposées au téléchargement sur le site officiel de Sony Ericsson. Le joueur de foot brésilien Ronaldinho a également participé à certaines affiches, publicités dans la presse, ainsi que dans un spot publicitaire,. De ce fait, le public féminin fut aussi touché. D'autres moyens publicitaires furent aussi mis en œuvre (affiches, dépliants, etc.)
Pendant la même période, le constructeur démarre l'opération « Body in Motion » dans les gares des principales métropoles européennes, ainsi que dans d'autres lieux publics. Elle consiste à installer des stands publicitaires dans lesquels les passants peuvent gagner un appareil en tentant de réaliser le plus beau cliché grâce au mode Rafale du K800i, fixé dans une vitrine,.
Le téléphone est celui adopté par James Bond dans le 21e film de la série, Casino Royale sorti en 2006 dans les salles. Il apparaît à trois reprises, mais il n'est pas le seul produit placé par Sony Ericsson : on peut également apercevoir parfois brièvement ou en arrière-plan, un M600i utilisé par Vespeir Lindt, un W900i, ainsi qu'un K600i utilisé par le chiffre comme détonateur télécommandé.
Une offre visant à doper l'achat des téléphones estampillés cyber-shot avait été lancée en juin 2007. Pour l'achat d'un de ces mobiles et à l'ajout de 9 euros, une imprimante photo Sony (120 € à l'époque) était envoyée gratuitement au bénéficiaire de l'offre.
Plus antérieurement, dans diverses grandes villes du monde, on trouvait la possibilité de gagner un K800i grâce à l'opération « Body in motion ».
Les ventes du K800i ont été colossales, puisqu'il s'en est écoulé, en février 2007 (moins d'un an après sa sortie), plus de 4,5 millions. Il fut, de ce fait, le téléphone le plus vendu de l'année. Au quatrième trimestre 2008, depuis sa sortie, plus de 9,3 millions d'exemplaires ont été vendus dans le monde entier, dont plus de 80 % sur les marchés européens et d'Océanie.

### Réception et succès
| Site ou forum           | Note et appréciation                                                          |
| ----------------------- | ----------------------------------------------------------------------------- |
| L'internaute            | 85/100                                                                        |
| Mobile-actus            | 90/100                                                                        |
| lesmobiles              | 9,2/10                                                                        |
| Le Nouvel Observateur   | 8,4/10                                                                        |
| alatest                 | - 84 / 100 (experts) - 86 / 100 (utilisateurs) - 88 / 100 (l'équipe alaScore) |
| Mobilechoiceuk.com (en) | 4/5                                                                           |
| mobile-phones-uk (en)   | 4/5 excellent                                                                 |
| Softpedia (en)          | - 8/10 (design) - 8,2/10 (caractéristiques) - 8,2/10 (performances)           |
| infosyncworld (en)      | 90 % excellent                                                                |

Comme habituellement, des rumeurs généralement alimentées par des fuites circulent sur la toile avant l'apparition de certains appareils électroniques. N'échappant pas à la règle, le K800i était connu bien avant sa sortie sous le nom de code Wilma. La rumeur prit fin lorsque le modèle fut officialisé le 28 février 2006. Très attendu, le K800i a fait l'objet de très nombreux tests, revues et comparaisons photo dans la blogosphère. Ses avancées technologiques, alliées à la forte promotion publicitaire, lui ont permis une entrée remarquable sur la scène mondiale de la téléphonie[non neutre].
Le public apprécia particulièrement la qualité des photos prises par le téléphone, mais également ses compétences dans le domaine multimédia[réf. souhaitée], sa connectivité 3G et son design. En revanche, de nombreux utilisateurs auraient préféré une croix multi-directionnelle à la place du joystick, qui a tendance à s'encrasser, rendant ainsi la manipulation difficile. La qualité vidéo fut également un point vivement critiqué, la définition (QCIF) à laquelle filme le téléphone, étant inférieure à celle de l'écran (QVGA), parfois floue avec des balances mal gérées.
Dans un communiqué, Sony Ericsson affirme que l'accroissement de ses parts de marché en 2006 est en partie due à ce téléphone :
« Sony Ericsson a accru ses parts de marché sur le trimestre grâce à la poursuite de succès de produits comme le portable Cyber-Shot K800/K790 et la gamme de téléphones dotés de fonction de baladeur musical. »
Lors du 3GSM à Barcelone, le photophone fut l'un des trois nommés du GSMA's Global Mobile Awards 2007. Anders Runevad, vice-président exécutif et responsable des ventes chez Sony Ericsson, répondit « Notre téléphone Cyber-shot a fait de l'imagerie mobile une réalité pour des millions de personnes et nous sommes très fiers que l'industrie ait reconnu nos efforts par cette distinction prestigieuse. »

### Successeurs et héritage
Une version modifiée de ce modèle surtout au niveau du design est apparue officiellement depuis le deuxième trimestre 2007. Il s'agit du K810, dont les caractéristiques sont identiques à l'exception de connectivité infrarouge IrDA qui lui est retirée et du protège capteur. Ces modifications permettent une épaisseur plus faible, répondant ainsi aux reproches adressés à ce sujet au K800i. D'autres modèles similaires (K550i, K770i) à la série K furent commercialisés ultérieurement. Le téléphone n'a été réellement dépassé avec l'apparition de son véritable successeur, le K850i qui permet d'enregistrer des photos et vidéos dans une meilleure définition, de meilleures sensibilités ISO, ou encore un accéléromètre. Le K850i sera le dernier modèle de la série K, remplacée par la série C. Par ailleurs, une étude d'un successeur ou d'un modèle plus haut de gamme fut commandée par le constructeur. Il en découla le projet Black diamond (Diamant noir). Dessiné par le designer singapourien Jaren Goh, le K1000i devait, entre autres, intégrer un capteur de quatre mégapixels, avoir une connexion Wi-Fi, mais le projet fut stoppé, et seules 5 unités furent produites et vendues à 300 000 $ pièce.
On peut considérer le K800i comme un modèle de transition entre deux générations de mobiles ; celle axée majoritairement sur les services de communications, et les téléphones dits multimédias, du fait de ses compétences très avancées. Le K800i est l'un des premiers appareils à avoir été salué pour ses compétences photographiques, et son succès entraîna une course aux mégapixels, tant chez Sony Ericsson que chez la concurrence, et ce, jusqu'à la fin des années 2000. La définition maximale des capteurs des modèles antérieurs augmenta en passant par 5 mégapixels (Nokia N95), 8 (Sony Ericsson C905i), puis 12 pour le Sony Ericsson Satio en 2009.

## Personnalisation

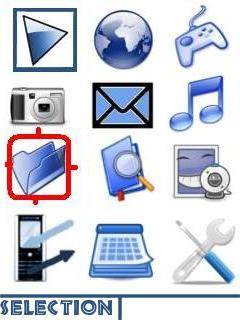
Exemple de personnalisation des icônes et de la police du menu principal. (reconstitution)

Le K800i, comme de nombreux autres modèles, a fait l'objet de modifications logicielles par certains utilisateurs. Celles-ci ont pour but soit de permettre d'autres fonctionnalités par le biais d'applications, soit la modification de l'interface graphique par préférences personnelles. Voici quelques-unes des modifications logicielles les plus connues :
- par Rétro-ingénierie, certains geeks passionnés ont modifié le firmware du K800i, afin de changer l'organisation des menus, l'apparence des icônes et la personnalisation des polices. Ces transformations font l'objet d'un folklore sur les blogs spécialisés, et certains proposent des tutoriels, logiciels d'édition et banques de ressources[43][source insuffisante],[44][source insuffisante]. Ces modifications permettent par exemple de révoquer les personnalisations imposées par les opérateurs ;

- une application permet de laisser allumée la LED orange de mise au point alors qu'à l'achat, le téléphone ne peut pas le faire[pertinence contestée][45][source insuffisante]. Cela permet par exemple de se servir du téléphone comme éclairage temporaire. Cette fonction existait déjà des téléphones d'autres marques ;

- certaines applications non spécifiques au modèle permettent de lire les formats PDF, Word et Excel[46], alors que le téléphone en est nativement incapable ;

- une application modifiant le pilote interne de la caméra permet de faire filmer le K800i à 35ips[pertinence contestée] au lieu de 15 à l'origine[47].

Par ailleurs, certains utilisateurs sont allés plus loin en essayant des modifications physiques, afin de changer de châssis ou d'écran[source insuffisante],[source insuffisante].

### Tests et évaluations
- Test du K800i sur Cnetfrance.fr
- (en) Compilation de test anglophones

### Divers, autre
- Notice de démontage du téléphone.
- Groupe de photographes amateur utilisant un K800i sur Flickr
- Astuces de paramétrages.